# Dermatite seborreica
Dermatite seborreica é uma doença da pele crónica. Os sintomas mais comuns são comichão e pele vermelha, escamosa, oleosa e inflamada. São geralmente afetadas as áreas da pele ricas em glândulas sebáceas, principalmente o couro cabeludo, face e peito. A condição pode causar problemas de socialização e baixa auto-estima. Em bebés, quando a principal parte afetada é o couro cabeludo, a condição denomina-se crosta láctea. A caspa é uma forma menos grave da condição, sem inflamação da pele associada.
Embora as causas sejam ainda pouco claras, acredita-se que envolvam uma série de fatores genéticos e ambientais. Entre os fatores de risco estão a imunodeficiência, doença de Parkinson, epilepsia e síndrome de Down. A condição pode agravar-se em função do stresse psicológico ou durante o inverno. Não é causada por má higiene. O diagnóstico é geralmente feito com base nos sintomas.
O tratamento geralmente consiste na administração de antimicóticos e anti-inflamatórios. Especificamente, o Cetoconazol e o ciclopirox são eficazes. Não é claro se outros antimicóticos, como o miconazol, são igualmente eficazes, dado que não têm sido suficientemente estudados. Entre outras opções de tratamento estão o alcatrão de hulha e a fototerapia.
A condição é mais comum entre pessoas com idade por volta dos 50 anos, durante a puberdade e em bebés com menos de 3 meses. A condição afeta cerca de 2% dos adultos e é mais comum entre homens do que entre mulheres. Até 40% dos bebés são afetados por algum grau da condição.

## Sinais e sintomas

Lavar a cabeça com frequência, temperatura alta, umidade, mudanças bruscas de temperatura e estresse aumentam os sintomas.

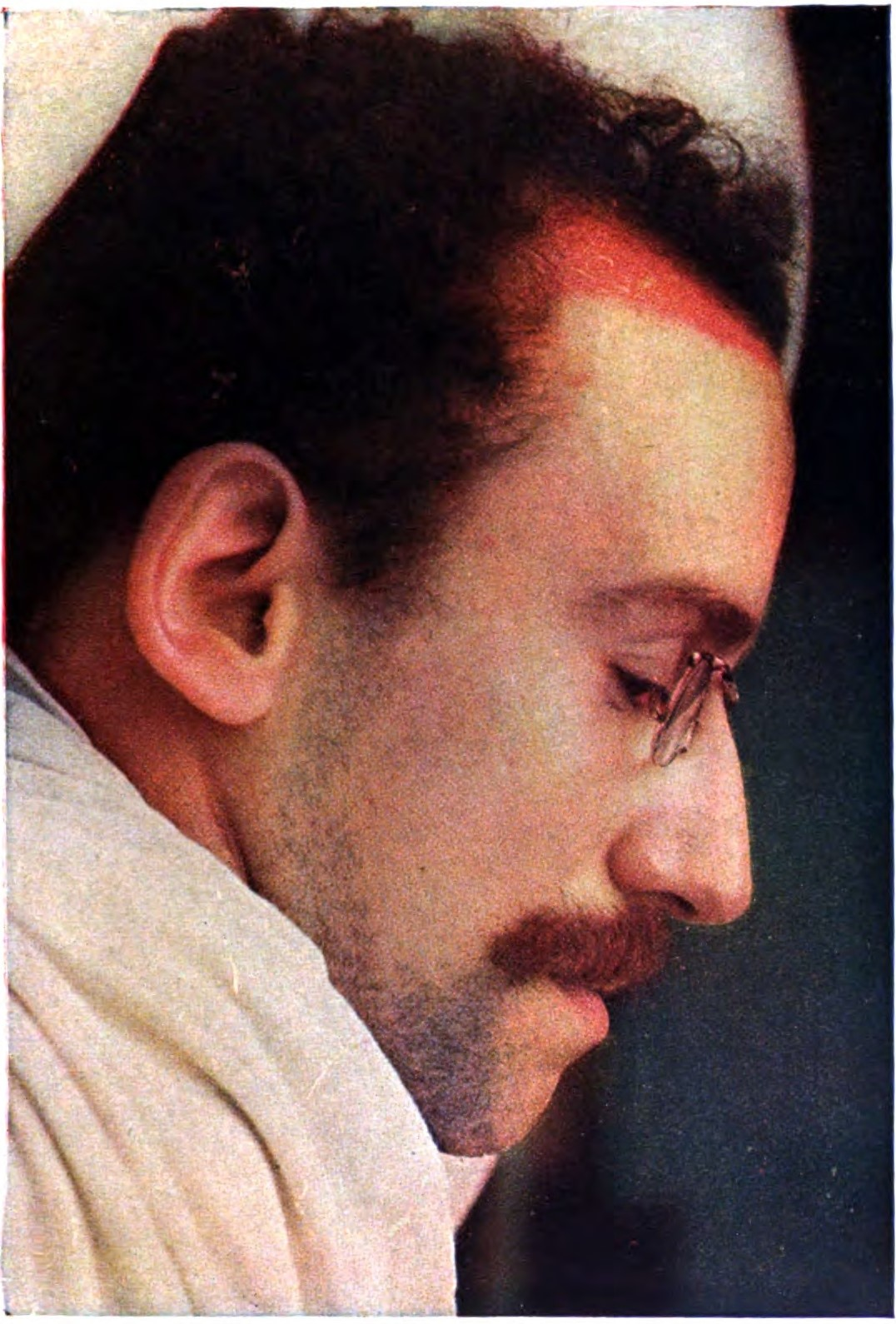
Dermatite seborreica na parte superior da face/cabeça

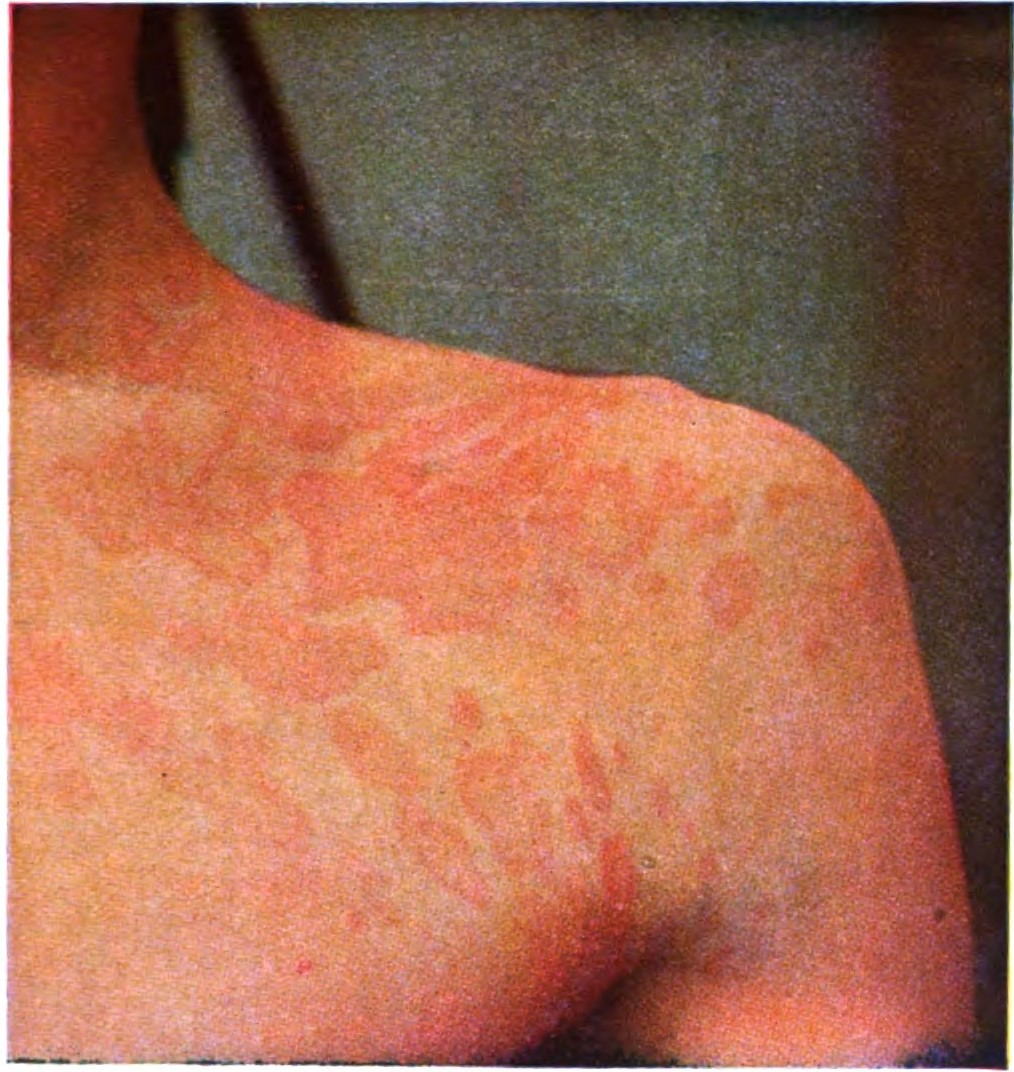
Dermatite seborreica no ombro

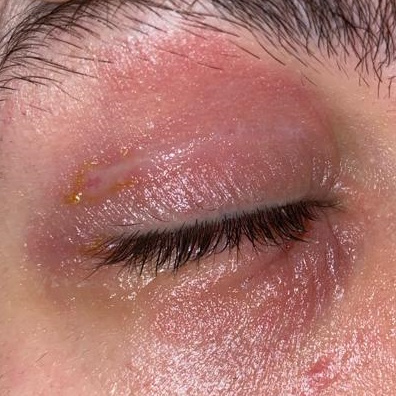
Dermatite seborreica nas pálpebras

A dermatite seborreica geralmente aparece como pele seca, branca e escamosa. Os flocos podem ser finos, soltos e difusos ou grossos e aderentes. Além disso, flocos podem ter aparência amarelada e oleosa ou gordurosa. Além da pele escamosa, a dermatite seborreica pode apresentar áreas de pele vermelha, inflamada e com coceira que coincidem com a área de descamação da pele, mas nem todos os indivíduos apresentam esse sintoma.
A dermatite seborreica do couro cabeludo pode aparecer de forma semelhante à caspa. Quando o couro cabeludo é afetado, pode haver queda de cabelo temporária associada. Essa queda de cabelo varia em aparência desde desbaste difuso até áreas irregulares de queda de cabelo. Numa supervisão mais detalhada, os locais onde o cabelo fica mais ralo podem ter tocos de cabelo quebrados e pústulas ao redor dos folículos capilares. Indivíduos com tons de pele mais pigmentados podem apresentar aumento ou diminuição da pigmentação da pele nas áreas afetadas.
Vários locais podem ser afetados pela dermatite seborreica. As áreas comumente afetadas incluem rosto, orelhas, couro cabeludo e todo o corpo. É menos comum em áreas intertriginosas, que são áreas onde a pele se dobra e entra em contato consigo mesma, como virilha ou axilas.
Os sintomas da dermatite seborreica são geralmente leves e aparecem gradualmente, mas geralmente são persistentes, durando de semanas a anos. Indivíduos com dermatite seborreica estão sujeitos a episódios recorrentes e pode ser uma doença para toda a vida. A dermatite seborreica também pode ocorrer rápida e gravemente em pacientes com Vírus da Imunodeficiência Humana (HIV). Na verdade, esta é por vezes a primeira indicação de VIH.

## Classificação
No couro cabeludo, é mais popularmente conhecida como caspa. Outros tipos frequentes são o nasolabial (nariz e lábio superior) e a torácica. Possui uma variedade neonatal, também conhecida como crosta láctea, comum antes dos 3 anos, leve e inofensiva.
Pode ser classificada como:
- Leve, quando dura menos de duas semanas e tem poucas placas de poucos centímetros;
- Moderada, quando dura duas a seis semanas e forma muitas placas pequenas;
- Severa, quando envolve inflamações, sangramento, perda de cabelo, formação de crostas e dura mais de um mês. Geralmente casos severos estão associados a deficiência imunológica.[12]

## Causas
Diversos fatores estão associados à dermatite seborreica, dentre eles:
- Genética;
- Fungos do gênero Malassezia;[15][16]
- Níveis elevados de andrógenos como a testosterona;[17]
- Imunidade debilitada;
- Hipervitaminose A;
- Hipovitaminose de vitamina B2, B6 ou B7;
- Deficiência de zinco;
- Outras doenças de pele (como psoríase e rosácea).

Agravantes
Fatores de risco que desencadeiam e agravam a seborreia incluem:
- Sono insatisfatório e Fadiga;
- Estresse excessivo;
- Obesidade;
- Alcoolismo;
- Mudanças climáticas bruscas;
- Clima frio e seco;
- Lavar o local com frequência;
- Doenças neurológicas (como mal de Parkinson e epilepsia).

São mais comuns em crianças pequenas e entre os 30 e 60 anos, especialmente em pessoas com pele oleosa.

## Tratamento
O tratamento recomendado é o uso do cetoconazol, de queratolíticos e anti-inflamatórios corticosteroides, na forma de loções, cremes ou xampus anticaspa. Xampus com piritionato de zinco, sulfeto de selênio ou alcatrão de hulha podem ajudar no tratamento, bem como loções contendo ácidos alfa-hidróxidos (AHA).
Radiação ultravioleta B, tanto natural quanto artificial, geralmente diminui a severidade da seborreia.

## Epidemiologia
É mais comum entre recém-nascidos e entre os 30 e 60 anos. Atingindo cerca de 10% das crianças, sendo um pouco mais comum em meninos, com incidência de 1 a 3% ao ano em adultos. Cerca de 72% da população tem seborreia leve ou moderada pelo menos alguma vez na vida.